# Lijst van op DC Comics gebaseerde producties
Dit overzicht is mogelijk incompleet; u kunt helpen door het uit te breiden.
Dit is een lijst van filmreeksen, live-action-, animatiefilms en live-actionseries gebaseerd op de strips van DC Comics.

## Live-action films
| Jaar | Film                                | Productiestudio | Notities                                                                                        |
| ---- | ----------------------------------- | --- | ----------------------------------------------------------------------------------------------- |
| 1951 | Superman and the Mole Men           | Lippert Pictures | Diende als pilotaflevering voor de serie Adventures of Superman.                                |
| 1954 | Stamp Day for Superman              | United States Department of the Treasury                                                                                          | Geproduceerd door de regering van de V.S.                                                       |
| 1966 | Batman                              | 20th Century Fox | Verbonden aan de Batman-televisieserie.                                                         |
| 1978 | Superman                            | Dovemead Film Export A.G. / International Film Productions                                                                        | Won een speciale Oscar en genomineerd voor 3 andere.                                            |
| 1980 | Superman II                         | Dovemead Film Export A.G. / International Film Productions                                                                        |                                                                                                 |
| 1982 | Swamp Thing                         | Embassy Pictures |                                                                                                 |
| 1983 | Superman III                        | Canthatus Productions N.V. / Dovemead Films                                                                                       |                                                                                                 |
| 1984 | Supergirl                           | Artistry Ltd / Cantharus Productions / Pueblo Film Group                                                                          |                                                                                                 |
| 1987 | Superman IV: The Quest for Peace    | Golan-Globus / Cannon Films |                                                                                                 |
| 1989 | The Return of Swamp Thing           | Lightyear Entertainment |                                                                                                 |
| 1989 | Batman                              | Warner Bros. / PolyGram Filmed Entertainment                                                                                      | Won Oscar.                                                                                      |
| 1992 | Batman Returns                      | Warner Bros. / PolyGram Filmed Entertainment                                                                                      | Genomineerd voor 2 Oscars.                                                                      |
| 1995 | Batman Forever                      | Warner Bros. / PolyGram Filmed Entertainment                                                                                      | Genomineerd voor 3 Oscars.                                                                      |
| 1997 | Batman & Robin                      | Warner Bros. / PolyGram Filmed Entertainment                                                                                      |                                                                                                 |
| 1997 | Steel                               | Warner Bros. / DC Entertainment / QDe                                                                                             |                                                                                                 |
| 2004 | Catwoman                            | Warner Bros. / Village Roadshow Pictures / Di Novi Pictures / Frantic Films / Maple Shade Films                                   | Indirect gebaseerd op het personage met dezelfde naam.                                          |
| 2005 | Constantine                         | Warner Bros. / Village Roadshow Pictures / The Donners' Company / Batfilm Productions / 3 Arts Entertainment                      | Gebaseerd op de Hellblazer strip.                                                               |
| 2005 | Batman Begins                       | Warner Bros. / DC Entertainment / Legendary Pictures / Syncopy Inc. / Patalex III Productions                                     | Genomineerd voor 1 Oscar.                                                                       |
| 2006 | Superman Returns                    | Warner Bros. / DC Entertainment / Legendary Pictures / Bad Hat Harry Productions                                                  | Gerelateerd aan films Superman & Superman II, maar niet Superman III. Genomineerd voor 1 Oscar. |
| 2006 | Superman II: The Richard Donner Cut | |                                                                                                 |
| 2008 | The Dark Knight                     | Warner Bros. / DC Entertainment / Legendary Pictures / Syncopy Inc.                                                               | Won 2 Oscars en genomineerd voor 6 andere.                                                      |
| 2009 | Watchmen                            | Warner Bros. / Paramount Pictures / DC Entertainment / Legendary Pictures / Lawrence Gordon Productions / Cruel and Unusual Films | Gebaseerd op de gelimiteerde versie van Alan Moore en Dave Gibbons.                             |
| 2010 | Jonah Hex                           | Warner Bros. / DC Entertainment / Legendary Pictures / Weed Road Pictures                                                         | Gebaseerd op het personage met dezelfde naam.                                                   |
| 2010 | The Losers                          | Warner Bros. / Dark Castle Entertainment / Vertigo (DC) / StudioCanal / Weed Road Pictures                                        |                                                                                                 |
| 2011 | Green Lantern                       | Warner Bros. / DC Entertainment / De Line Pictures                                                                                |                                                                                                 |
| 2012 | The Dark Knight Rises               | Warner Bros. / DC Entertainment / Legendary Pictures / Syncopy Inc.                                                               |                                                                                                 |
| 2013 | Man of Steel                        | Warner Bros. / DC Entertainment / Legendary Pictures / Cruel and Unusual Films / Syncopy Inc.                                     | In de DCEU.                                                                                     |
| 2016 | Batman v Superman: Dawn of Justice  | Warner Bros. / DC Entertainment / RatPac Entertainment / Cruel and Unusual Films / Atlas Entertainment                            | In de DCEU.                                                                                     |
| 2016 | Suicide Squad                       | Warner Bros. / DC Entertainment / RatPac Entertainment / Atlas Entertainment                                                      | In de DCEU. Won een Oscar.                                                                      |
| 2017 | Wonder Woman                        | Warner Bros. / DC Films / RatPac Entertainment / Atlas Entertainment / Cruel and Unusual Films / Tencent Pictures / Wanda Media   | In de DCEU.                                                                                     |
| 2017 | Justice League                      | Warner Bros. / DC Films / RatPac Entertainment / Atlas Entertainment / Cruel and Unusual Films                                    | In de DCEU.                                                                                     |
| 2018 | Aquaman                             | Warner Bros. / DC Films / The Safran Company / Cruel and Unusual Films / Mad Ghost Productions                                    | In de DCEU.                                                                                     |
| 2019 | Shazam!                             | Warner Bros. / DC Films / New Line Cinema / The Safran Company / Mad Ghost Productions                                            | In de DCEU.                                                                                     |
| 2019 | Joker                               | Warner Bros. / DC Films / Village Roadshow Pictures / Bron Creative / Joint Effort Productions / Sikelia Productions              | Elseworlds. Won 2 Oscars en genomineerd voor 9 andere.                                          |
| 2020 | Birds of Prey                       | Warner Bros. / DC Films / LuckyChap Entertainment / Kroll & Co. Entertainment / Clubhouse Pictures                                | In de DCEU                                                                                      |
| 2020 | Wonder Woman 1984                   | Warner Bros. / DC Films / Atlas Entertainment / The Stone Quarry / Mad Ghost Productions                                          | In de DCEU                                                                                      |
| 2021 | Zack Snyder's Justice League        | Warner Bros. / DC Films / Atlas Entertainment / The Stone Quarry                                                                  | In de DCEU                                                                                      |
| 2021 | The Suicide Squad                   | Warner Bros. / DC Films / Atlas Entertainment / The Safran Company                                                                | In de DCEU                                                                                      |
| 2022 | The Batman                          | Warner Bros. / DC Films / 6th & Idaho / Dylan Clark Productions                                                                   | Elseworlds                                                                                      |
| 2022 | Black Adam                          | Warner Bros. / DC Films / New Line Cinema / Seven Bucks Productions / FlynnPictureCo.                                             | In de DCEU                                                                                      |
| 2023 | Shazam! Fury of the Gods            | Warner Bros. / New Line Cinema / DC Studios / The Safran Company                                                                  | In de DCEU                                                                                      |
| 2023 | The Flash                           | Warner Bros. Pictures / DC Studios / Double Dream / The Disco Factory                                                             | In de DCEU                                                                                      |
| 2023 | Blue Beetle                         | Warner Bros. / DC Studios / The Safran Company                                                                                    | In de DCEU                                                                                      |

## Animatiefilms
| Jaar      | Film                                   | Productiestudio                                             | Notities                                                                       |
| --------- | -------------------------------------- | ----------------------------------------------------------- | ------------------------------------------------------------------------------ |
| 1941–1943 | Superman                               | Fleischer Studios / Famous Studios                          | Korte filmpjes.                                                                |
| 1993      | Batman: Mask of the Phantasm           | Warner Bros. Animation                                      | Bioscoopfilm, hoort bij de serie Batman: The Animated Series.                  |
| 1998      | Batman & Mr. Freeze: SubZero           | Warner Bros. Animation                                      | Direct-naar-video. Hoort bij Batman: The Animated Series.                      |
| 2000      | Batman Beyond: Return of the Joker     | Warner Bros. Animation                                      | Direct-naar-video. Hoort bij de serie Batman Beyond.                           |
| 2003      | Batman: Mystery of the Batwoman        | Warner Bros. Animation                                      | Direct-naar-video. Hoort bij de serie The New Batman Adventures.               |
| 2005      | The Batman vs. Dracula                 | Warner Bros. Animation                                      | Direct-naar-video. Hoort bij de serie The Batman.                              |
| 2006      | Superman: Brainiac Attacks             | Warner Bros. Animation                                      | Direct-naar-video.                                                             |
| 2007      | Teen Titans: Trouble in Tokyo          | Warner Bros. Animation                                      | Direct-naar-video. Hoort bij de serie Teen Titans.                             |
| 2007      | Superman: Doomsday                     | Warner Bros. Animation                                      | Direct-naar-video.                                                             |
| 2008      | Justice League: The New Frontier       | Warner Bros. Animation                                      | Direct-naar-video.                                                             |
| 2008      | Batman: Gotham Knight                  | Warner Bros. Studio 4°C, Madhouse Bee Train, Production I.G | Direct-naar-video. Hoort bij de films Batman Begins en The Dark Knight movies. |
| 2009      | Wonder Woman                           | Warner Bros. Animation                                      | Direct-naar-video.                                                             |
| 2009      | Tales of the Black Freighter           | Warner Bros. Animation                                      | Direct-naar-video. Vervolg op de film Watchmen.                                |
| 2009      | Green Lantern: First Flight            | Warner Bros. Animation                                      | Direct-naar-video.                                                             |
| 2009      | Superman/Batman: Public Enemies        | Warner Bros. Animation                                      | Direct-naar-video.                                                             |
| 2013      | Justice League: The Flashpoint Paradox | Warner Bros. Animation                                      |                                                                                |
| 2014      | Justice League: War                    | Warner Bros. Animation                                      |                                                                                |

## Filmreeksen (1941–1952)
| Jaar | Serie                        | Productiestudio   | Notities                                                     |
| ---- | ---------------------------- | ----------------- | ------------------------------------------------------------ |
| 1941 | Adventures of Captain Marvel | Republic Pictures | Captain Marvel was destijds nog eigendom van Fawcett Comics. |
| 1942 | Spy Smasher                  | Republic Pictures | Was destijds nog eigendom van Fawcett Comics.                |
| 1943 | Batman                       | Columbia Pictures |                                                              |
| 1946 | Hop Harrigan                 | Columbia Pictures |                                                              |
| 1947 | The Vigilante                | Columbia Pictures |                                                              |
| 1948 | Superman                     | Columbia Pictures |                                                              |
| 1948 | Congo Bill                   | Columbia Pictures |                                                              |
| 1949 | Batman and Robin             | Columbia Pictures |                                                              |
| 1950 | Atom Man vs. Superman        | Columbia Pictures |                                                              |
| 1952 | Blackhawk                    | Columbia Pictures | Destijds eigendom van Quality Comics.                        |

## Van andere DC-afdelingen
| Jaar              | Film                                  | Productiestudio      | Notities       |
| Van Vertigo       | Van Vertigo                           | Van Vertigo          | Van Vertigo    |
| ----------------- | ------------------------------------- | -------------------- | -------------- |
| 2006              | V for Vendetta                        | Warner Bros.         |                |
| 2006              | The Fountain                          | Warner Bros.         |                |
| 2007              | Stardust                              | Paramount Pictures   |                |
| Van Paradox Press |                                       |                      |                |
| 2002              | Road to Perdition                     | DreamWorks           | Won een Oscar. |
| 2005              | A History of Violence                 | New Line Cinema      |                |
| Van Wildstorm     |                                       |                      |                |
| 2003              | The League of Extraordinary Gentlemen | 20th Century Fox     |                |
| 2010              | RED                                   | Summit Entertainment |                |
| 2013              | RED 2                                 | Summit Entertainment |                |

## Televisieseries

### Afgelopen
| Jaren       | Serie                    | Productiebedrijf | Seizoenen | Afleveringen |
| ----------- | ------------------------ | ---------------- | --------- | ------------ |
| 2001 - 2011 | Smallville               | DC Comics        | 10        | 218          |
| 2010 - 2011 | Human Target             | DC Entertainment | 2         | 25           |
| 2012 - 2020 | Arrow                    | DC Entertainment | 8         | 170          |
| 2014 - 2015 | Constantine              | DC Entertainment | 1         | 13           |
| 2014 - 2019 | Gotham                   | DC Entertainment | 5         | 100          |
| 2014 - 2023 | The Flash                | DC Entertainment | 9         | 184          |
| 2015 - 2019 | iZombie                  | DC Entertainment | 5         | 71           |
| 2015 - 2021 | Supergirl                | DC Entertainment | 6         | 126          |
| 2016 - 2017 | Powerless                | DC Entertainment | 1         | 13           |
| 2016 - 2021 | Lucifer                  | DC Entertainment | 6         | 93           |
| 2016 - 2022 | DC's Legends of Tomorrow | DC Entertainment | 7         | 110          |
| 2018 - 2019 | Krypton                  | DC Entertainment | 2         | 20           |
| 2018 - 2021 | Black Lightning          | DC Entertainment | 4         | 58           |
| 2018 - 2023 | Titans                   | DC Entertainment | 4         | 49           |
| 2019        | Swampthing               | DC Entertainment | 1         | 10           |
| 2019        | Watchmen                 | DC Entertainment | 1         | 9            |
| 2019 - 2022 | Batwoman                 | DC Entertainment | 3         | 51           |
| 2019 - 2022 | Pennyworth               | DC Entertainment | 3         | 30           |
| 2019 - 2023 | Doom Patrol              | DC Entertainment | 4         | 46           |
| 2020 - 2022 | Stargirl                 | DC Entertainment | 3         | 39           |
| 2022        | Naomi                    | DC Entertainment | 1         | 13           |
| 2022        | DMZ                      | DC Entertainment | 1         | 4            |
| 2023        | Gotham Knights           | DC Entertainment | 1         | 13           |

### Lopend
| Jaren        | Serie           | Productiebedrijf                              | Seizoenen | Afleveringen |
| ------------ | --------------- | --------------------------------------------- | --------- | ------------ |
| 2021 - heden | Superman & Lois | DC Entertainment                              | 3         | 43           |
| 2021 - heden | Sweet Tooth     | DC Entertainment                              | 2         | 24           |
| 2022 - heden | Peacemaker      | DC Entertainment DC Studios (vanaf seizoen 2) | 1         | 8            |
| 2022 - heden | The Sandman     | DC Entertainment                              | 1         | 12           |

## Discografie

### Albums
| Album met eventuele hitnotering(en) in de Nederlandse Album Top 100     | Datum van verschijnen | Datum van binnenkomst | Hoogste positie | Aantal weken | Opmerkingen                            |
| ----------------------------------------------------------------------- | --------------------- | --------------------- | --------------- | ------------ | -------------------------------------- |
| Batman (Original Motion Picture Soundtrack)                             | 1989                  | 01-07-1989            | 1(1wk)          | 23           | van Prince                             |
| Batman (Original Motion Picture Score)                                  | 1989                  | 02-09-1989            | 91              | 4            | van Danny Elfman                       |
| Batman Forever (Music from the Motion Picture)                          | 1995                  | 26-08-1995            | 42              | 7            | van diverse artiesten                  |
| The Dark Knight (Original Motion Picture Soundtrack)                    | 2008                  | 09-08-2008            | 55              | 2            | van Hans Zimmer en James Newton Howard |
| The Dark Knight Rises (Original Motion Picture Soundtrack)              | 2012                  | 21-07-2012            | 34              | 3            | van Hans Zimmer                        |
| Batman v Superman: Dawn of Justice (Original Motion Picture Soundtrack) | 2016                  | 26-03-2016            | 86              | 1            | van Hans Zimmer en Junkie XL           |
| Suicide Squad (The Album)                                               | 2016                  | 13-08-2016            | 8               | 14           | van diverse artiesten                  |

| Album met hitnotering(en) in de Vlaamse Ultratop 200 albums                     | Datum van verschijnen | Datum van binnenkomst | Hoogste positie | Aantal weken | Opmerkingen                            |
| ------------------------------------------------------------------------------- | --------------------- | --------------------- | --------------- | ------------ | -------------------------------------- |
| Batman Forever (Music from the Motion Picture)                                  | 1995                  | 26-08-1995            | 49              | 1            | van diverse artiesten                  |
| Batman & Robin (Music from and inspired by the "Batman & Robin" Motion Picture) | 1997                  | 02-08-1997            | 40              | 1            | van diverse artiesten                  |
| The Dark Knight (Original Motion Picture Soundtrack)                            | 2008                  | 02-08-2008            | 68              | 3            | van Hans Zimmer en James Newton Howard |
| The Dark Knight Rises (Original Motion Picture Soundtrack)                      | 2012                  | 21-07-2012            | 40              | 10           | van Hans Zimmer                        |
| Man of Steel (Original Motion Picture Soundtrack)                               | 2013                  | 22-06-2013            | 62              | 5            | van Hans Zimmer                        |
| Batman v Superman: Dawn of Justice (Original Motion Picture Soundtrack)         | 2016                  | 26-03-2016            | 45              | 9            | van Hans Zimmer en Junkie XL           |
| Suicide Squad (The Album)                                                       | 2016                  | 13-08-2016            | 7               | 31           | van diverse artiesten                  |
| The Flash (Music from the Special Episode Duet)                                 | 2017                  | 01-04-2017            | 155             | 1            | van diverse artiesten                  |
| Joker (Original Motion Picture Soundtrack)                                      | 2019                  | 12-10-2019            | 125             | 3            | van Hildur Guðnadóttir                 |
| Birds of Prey (The Album)                                                       | 2020                  | 15-02-2020            | 113             | 1*           | van diverse artiesten                  |

Bijgewerkt tot 14 oktober 2023